# 上海建工医院
上海建工医院是位於中國上海市虹口區中山北一路666号的一家二级甲等综合性医保定点醫院。医院占地面积40余亩。

## 歷史
醫院起初隶属于上海市建筑工程管理局，後來隸屬於上海建工集团。1953年，上海市人民政府在接收了大上海疗养院、小南洋医院两家私人医院後组建了上海建工醫院。一開始醫院定名为上海市建工局职工医院。1987年改为现名。